# Giochi asiatici indoor e di arti marziali
I Giochi asiatici indoor e di arti marziali (in inglese Asian Indoor and Martial Arts Games, AIMAG) sono una manifestazione multisportiva indoor, organizzata dal Consiglio Olimpico d'Asia (OCA) con cadenza quadriennale, a cui partecipano le nazioni del continente asiatico. Sono considerati il secondo principale evento multisportivo asiatico dopo i Giochi asiatici.
La competizione è nata dalla fusione dei precedenti Giochi asiatici indoor, la cui edizione inaugurale si è tenuta a Bangkok nel 2005, con i Giochi asiatici di arti marziali. La prima edizione del nuovo formato si è svolta nel 2013 a Incheon, in Corea del Sud. Vengono invitate a partecipare anche nazioni provenienti dall'Oceania.

## Edizioni
| Anno                                      | Edizione               | Stato                  | Città ospitante        | Date                    | Nazioni                | Atleti                 | Sport                  | Eventi                 | Miglior nazione        |
| Giochi asiatici indoor                    | Giochi asiatici indoor | Giochi asiatici indoor | Giochi asiatici indoor | Giochi asiatici indoor  | Giochi asiatici indoor | Giochi asiatici indoor | Giochi asiatici indoor | Giochi asiatici indoor | Giochi asiatici indoor |
| ----------------------------------------- | ---------------------- | ---------------------- | ---------------------- | ----------------------- | ---------------------- | ---------------------- | ---------------------- | ---------------------- | ---------------------- |
| 2005                                      | I                      | Thailandia             | Bangkok                | 12-19 novembre          | 37                     | 2343                   | 9                      | 120                    | Cina                   |
| 2007                                      | II                     | Macao                  | Macao                  | 26 ottobre - 3 novembre | 44                     | 1792                   | 17                     | 151                    | Cina                   |
| 2009                                      | III                    | Vietnam                | Hanoi                  | 30 ottobre - 8 novembre | 42                     | 2456                   | 24                     | 215                    | Cina                   |
| Giochi asiatici di arti marziali          |                        |                        |                        |                         |                        |                        |                        |                        |                        |
| 2009                                      | I                      | Thailandia             | Bangkok                | 1º - 9 agosto           | 37                     | 892                    | 9                      | 108                    | Thailandia             |
| Giochi asiatici indoor e di arti marziali |                        |                        |                        |                         |                        |                        |                        |                        |                        |
| 2013                                      | IV                     | Corea del Sud          | Incheon                | 29 giugno - 6 luglio    | 43                     | 1652                   | 12                     | 100                    | Cina                   |
| 2017                                      | V                      | Turkmenistan           | Aşgabat                | 17 - 27 settembre       | 63                     | 4012                   | 21                     | 339                    | Turkmenistan           |
| 2023                                      | VI                     | Thailandia             | Bangkok/Chonburi       | 17 - 26 novembre        |                        |                        | 29                     |                        |                        |
| 2025                                      | VII                    | Arabia Saudita         | Riad                   |                         |                        |                        |                        |                        |                        |

## Discipline
| Sport                       | Edizioni            |
| --------------------------- | ------------------- |
| Arrampicata sportiva        | 2005-2007           |
| Atletica indoor             | 2005-2009, dal 2017 |
| Belt wrestling              | dal 2017            |
| Biliardo                    | dal 2007            |
| Bowling                     | dal 1951            |
| Calcio a 5                  | dal 2005            |
| Ciclismo                    | 2005-2007, dal 2017 |
| Danza del drago e del leone | 2007-2009           |
| Danza sportiva              | dal 2005            |
| Equitazione                 | dal 2017            |
| Ginnastica aerobica         | 2005-2009           |
| Giochi da tavolo            | dal 2007            |
| Hockey su prato indoor      | 2007                |
| Jiu jitsu                   | 2009, dal 2017      |
| Judo                        | 2009                |
| Kabaddi                     | 2007                |
| Kabaddi indoor              | 2009-2013           |
| Karate                      | 2009                |
| Kickboxing                  | dal 2009            |
| Kurash                      | dal 2009            |

| Sport                  | Edizioni       |
| ---------------------- | -------------- |
| Lotta                  | dal 2017       |
| Muay thai              | dal 2009       |
| Nuoto in vasca corta   | dal 2005       |
| Nuoto pinnato          | 2007-2009      |
| Pallacanestro 3x3      | 2009, dal 2017 |
| Pétanque               | 2009           |
| Powerlifting           | dal 2017       |
| Pugilato               | 2009           |
| Sambo                  | dal 2017       |
| Sepak takraw           | 2005-2009      |
| Silat                  | 2009           |
| Sport elettronici      | 2007-2013      |
| Sport estremi          | dal 2010       |
| Taekwondo              | 2009, dal 2017 |
| Tennis                 | dal 2017       |
| Tiro con l'arco indoor | 2009           |
| Volano                 | 2009           |
| Vovinam                | 2009           |
| Wushu                  | 2009           |

## Medagliere complessivo dal 2005
Aggiornato ai Giochi di Ašgabat 2017.
| Posiz. | Nazione                      | Oro  | Argento | Bronzo | Totale |
| ------ | ---------------------------- | ---- | ------- | ------ | ------ |
| 1      | Cina                         | 204  | 119     | 96     | 419    |
| 2      | Thailandia                   | 108  | 106     | 145    | 359    |
| 3      | Kazakistan                   | 103  | 92      | 110    | 305    |
| 4      | Turkmenistan                 | 92   | 75      | 89     | 256    |
| 5      | Corea del Sud                | 77   | 79      | 76     | 232    |
| 6      | Vietnam                      | 72   | 62      | 86     | 220    |
| 7      | Iran                         | 63   | 53      | 85     | 201    |
| 8      | Hong Kong                    | 46   | 44      | 60     | 150    |
| 9      | Uzbekistan                   | 44   | 60      | 110    | 214    |
| 10     | India                        | 34   | 40      | 85     | 159    |
| 11     | Giappone                     | 33   | 29      | 47     | 109    |
| 12     | Taipei cinese                | 28   | 29      | 59     | 116    |
| 13     | Indonesia                    | 17   | 17      | 43     | 77     |
| 14     | Kirghizistan                 | 14   | 23      | 42     | 79     |
| 15     | Qatar                        | 12   | 12      | 11     | 35     |
| 16     | Arabia Saudita               | 10   | 9       | 4      | 23     |
| 17     | Emirati Arabi Uniti          | 10   | 5       | 14     | 29     |
| 18     | Filippine                    | 8    | 26      | 35     | 69     |
| 19     | Macao                        | 8    | 14      | 16     | 38     |
| 20     | Mongolia                     | 7    | 17      | 29     | 53     |
| 21     | Iraq                         | 7    | 11      | 22     | 40     |
| 22     | Malaysia                     | 6    | 13      | 19     | 38     |
| 23     | Giordania                    | 5    | 11      | 32     | 48     |
| 24     | Pakistan                     | 5    | 7       | 21     | 33     |
| 25     | Laos                         | 4    | 18      | 30     | 52     |
| 26     | Tagikistan                   | 4    | 17      | 35     | 56     |
| 27     | Singapore                    | 4    | 17      | 19     | 40     |
| 28     | Bahrein                      | 4    | 4       | 5      | 13     |
| 29     | Afghanistan                  | 3    | 5       | 23     | 31     |
| 30     | Siria                        | 3    | 3       | 12     | 18     |
| 31     | Atleti Olimpici Indipendenti | 2    | 4       | 5      | 11     |
| 32     | Kuwait                       | 1    | 9       | 14     | 24     |
| 33     | Sri Lanka                    | 1    | 5       | 5      | 11     |
| 34     | Cambogia                     | 1    | 4       | 7      | 12     |
| 35     | Libano                       | 1    | 1       | 11     | 13     |
| 36     | Figi                         | 1    | 1       | 0      | 2      |
| 37     | Birmania                     | 0    | 3       | 4      | 7      |
| 38     | Isole Marshall               | 0    | 1       | 0      | 1      |
| 39     | Australia                    | 0    | 0       | 2      | 2      |
| 39     | Bangladesh                   | 0    | 0       | 2      | 2      |
| 39     | Corea del Nord               | 0    | 0       | 2      | 2      |
| 42     | Bhutan                       | 0    | 0       | 1      | 1      |
| 42     | Nepal                        | 0    | 0       | 1      | 1      |
| 42     | Oman                         | 0    | 0       | 1      | 1      |
| 42     | Palestina                    | 0    | 0       | 1      | 1      |
| 42     | Samoa                        | 0    | 0       | 1      | 1      |
| Totale | Totale                       | 1042 | 1045    | 1517   | 3604   |